# PEGASE
PEGASE — планировавшаяся космическая миссия изготовления и выведения на орбиту интерферометра с двумя выходными отверстиями, состоящим из трёх свободно перемещающихся спутников. Целью миссии являлось изучение горячих юпитеров, коричневых карликов и внутреннего слоя протопланетных дисков. Миссия, готовившаяся Французским космическим центром первоначально планировалась на 2010—2012 г.г.
.